# Schwarzenbach (Obere Argen, Wangen im Allgäu)
Der Schwarzenbach ist ein etwa 10,4 km langer Bach im Allgäu an der bayerisch-baden-württembergischen Landesgrenze, der am Wohnplatz Schwarzenbach des Teilorts Neuravensburg der Stadt Wangen im Allgäu von links und Nordosten in die Obere Argen mündet.

## Verlauf
Der Schwarzenbach entsteht im teilweise sumpfigen Waldgebiet um den Schwarzenberg wenig südlich des Gewerbegebietes im Wangener Osten, weniger als einen halben Kilometer entfernt vom mündungsaufwärtigen Lauf der Oberen Argen und eben schon auf dem Gebiet der bayerischen Nachbargemeinde Hergatz. Er zieht auf seinem ersten Kilometer westlich zum und durch den Ortsteil Schwarzenberg, wo ihn die B 32 quert, und fließt dann in den Wolfgangsweiher unter der Wangener Wolfgangskapelle ein, den er dann in südsüdwestlicher Richtung wieder verlässt. Weiter abwärts durchfließt er dann den naturbelassenen Schwarzensee (6,9 ha, 551 m ü. NHN). Etwas nördlich des Degermooses wechselt er zwischen den kleinen Wangener Ortschaften Ober- und Untermooweiler, wo er endgültig auf württembergisches Gebiet übertritt, auf Westsüdwestlauf und erreicht so deren Ortschaft Schwarzenbach. Dort mündet er unweit der Kirche von links und zuletzt Westnordwesten in spitzem Winkel an einem langen Südbogen von ihr in die Obere Arge.
Teilweise demarkiert der Bach die Grenze zwischen dem baden-württembergischen Landkreis Ravensburg und dem bayrischen Landkreis Lindau (Bodensee).   

## Bachnatur und Einzugsgebiet
Durch die Bachbegradigung, die bereits kurz nach der Quelle beginnt, kann der Schwarzenbach sein Flussbett kaum gestalten. Erst nach Untermooweiler begleitet zahlreicheres Gehölz seinen zuvor eher kahlen, grabenartigen Lauf und danach hat der Bach auf einer kurzen Waldpassage auch Gelegenheit, sich zu entfalten. 
Das 14,7 km² große Einzugsgebiet ist ein südwestlich laufender Streifen von etwa achteinviertel Kilometer Länge und höchstens zweieinhalb Kilometer Breite zwischen den meist parallelen Läufen der aufnehmenden Oberen Argen im Nordwesten und der Leiblach im Südosten.